# Profeta
Un profeta (del grec antic: προφήτης transliterat: profétés) és una persona que ha tingut una trobada amb la divinitat, que li ha ordenat revelar a la humanitat un missatge, usualment sobre allò que passarà en el futur. Els oracles grecollatins eren profètics però la figura es fa servir habitualment en el sentit de les religions del Llibre (cristianisme, judaisme i islam). Sovint els profetes funden o canvien la manera d'entendre la religió, per la importància del seu missatge.
Les profecies són els escrits dels profetes, però s'ha estès el seu ús per designar qualsevol discurs endevinatori, com els per exemple de Nostradamus.

## Judaisme
El judaisme parla de dos tipus principals de profetes (en hebreu נָבִיא nabí): 
- aquells que reben una missió especial, que normalment es tracta d'amonestar persones, ciutats o regnes, que millorin llur comportament.
- aquells que només gaudeixen d'un contacte més ferm amb el Creador, que els atorga coneixements més pregons en la Torà i en les ciències transcendentals.

Un tipus únic de profeta fou la figura de Moisès, pel fet de rebre de mans del Creador la Torà eterna, que segons la fe jueva mai no serà abolida ni canviada per cap altra. Aquest fet li donà el títol d'Home Diví (cf. Deuteronomi 33:1).
Pel judaisme, Malakhí (Malaquies) fou el darrer profeta.

## Cristianisme
La Bíblia recull nombrosos profetes, que han de preparar la vinguda del Messies (per als cristians és Jesucrist, negat pels jueus que encara esperen la seva arribada). Els principals estan recollits en els llibres profètics, just després de la Torà jueva, i van viure sobretot durant l'exili hebreu a Babilònia: Isaïes, Jeremies, Ezequiel i Daniel. Per als cristians Joan Baptista és el darrer profeta.

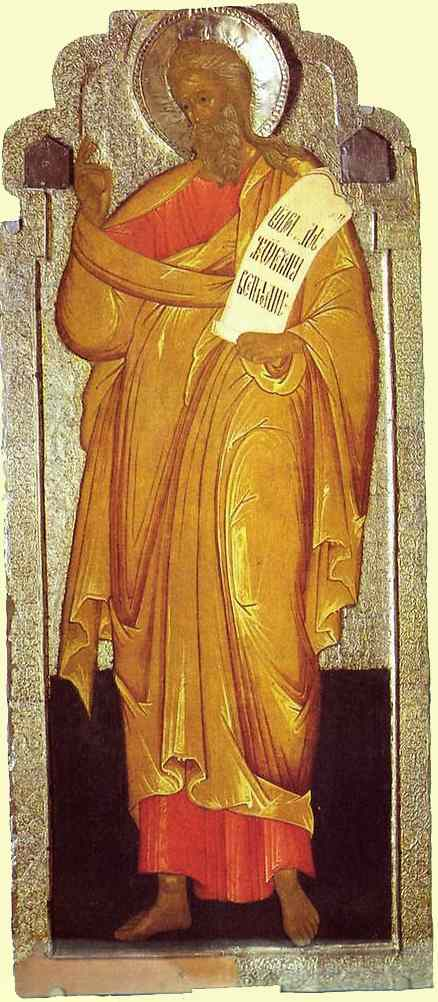
Icona russa representant Abraham

## Islam
Per a l'islam els profetes (en àrab نبي, nabī) són homes escollits per Déu per a transmetre el seu missatge i Mahoma és considerat el darrer profeta, tancant un cicle inaugurat per Adam. La tradició recull també els profetes bíblics de la tradició judaica com a precursors de Mahoma, a més d'altres personatges bíblics com Ismael i Jesús de Natzaret, a qui no considera, però, com a «fill de Déu».

## Altres
Moltes altres personalitats s'han declarat (elles mateixes o els seus adeptes) com a profetes, per exemple:
- Zoroastre (Zaratustra) fundador del zoroastrisme (vers l'any 1000 a JC)
- Mahavira (Vardhamana) reformador del jainisme (599 - 527 a JC)
- Mani (Manès) fundador persa del maniqueisme (216 - 277)
- Joseph Smith fundador del mormonisme (1805 - 1844)
- El Bab (Sàyyid Alí Muhàmmad) fundador persa del babisme (1819 - 1850)
- Bahà'u'llàh (Mirza Hussayn Ali Nuri) fundador persa del bahaisme (1817-1892)
- Marcus Garvey fundador jamaicà del rastafarisme (1887 -1940)
- Guru Nanak Dev Ji, fundador del sikhisme.